# TOYO TIRE
TOYO TIRE株式会社（トーヨータイヤ、英: Toyo Tire Corporation）は、兵庫県伊丹市に本社を置く自動車タイヤ・自動車用部品のメーカーである。
旧社名は東洋ゴム工業株式会社（とうようゴムこうぎょう、英: Toyo Tire & Rubber Co., Ltd.）で、2019年1月1日に現社名に変更した。ただし、ブランド名およびロゴにおいては「TOYO TIRES」と複数形であるが、社名においては「TOYO TIRE」と単数形である。なお、日本語での読みはいずれも「トーヨータイヤ」とされている。

## 概要
1945年8月1日設立。乗用車用タイヤをはじめ、SUV（スポーツ・ユーティリティ・ビークル）／ピックアップトラック向けのライトトラック用タイヤのほか、トラック・バス用タイヤなど自動車タイヤの製造・販売を主幹事業（売上高の9割）としている。
三菱商事グループの一員である。また、三和グループの三水会とその後身社長会である水曜会およびみどり会の主要な構成企業でもあり、1967年に三水会が発足した当時のメンバー22社の一つである。
自動車タイヤは「TOYO TIRES」、「NITTO」の2つのブランドを擁し、差別化された付加価値の高い製品を主力の北米をはじめ、日本、ヨーロッパ、東南アジアなど世界市場へ展開している。また、日本、アメリカ、ドイツのグローバル三極にR&Dセンターを配し、高性能・高品質を具現化する技術基盤を整えている。生産拠点は日本、アメリカ、マレーシア、中国に構え、2022年には欧州初の生産工場をセルビアに開設した。
過酷なオフロードレースとして知られる「ダカールラリー」や「バハシリーズ」で好成績を収めるほか、本場ヨーロッパの本格的なサーキットレース「ニュルブルクリンク24時間レース」に参戦するなど、モータースポーツにも盛んに取り組んでいる。また、東京オートサロンやアメリカのSEMAショーなど、世界的なモビリティ関連ショーケースで同社ブランドの世界観を訴求している。
「まだ、走ったことのない道へ。」をブランドステートメントとし、サッカー日本代表やロサンゼルス・ドジャースなど、スポーツ分野へのスポンサーも務めている。
2017年5月、本社を大阪市内から同社発祥の地の一つである伊丹市へ移転。同年中に化工品事業を売却し、モビリティ分野に経営資源を集中した。2018年11月には三菱商事株式会社と資本業務提携契約を締結。509億円の追加出資により、三菱商事が、出資比率20%の筆頭株主になった。翌2019年1月、自動車タイヤ、自動車用部品を事業の中核に据え、経営機能・経営基盤の強化に取り組む意思を込め、TOYO TIRE株式会社に商号を変更した。同社では同年を「第二の創業の年」と位置づけている。

## 主な製品
OPEN COUNTRY（オープンカントリー）シリーズ
SUV／ピックアップトラック向けブランド。北米で開催されるバハ1000や中東で開催されるダカールラリーに参戦するオフロードレース用のタイヤとしても同ブランドが使用されている。先行的に北米で人気を博した「OPEN COUNTRY A/T Ⅲ」が2022年7月、日本でも発売された。
PROXES（プロクセス）シリーズ
TOYO TIRESのプレミアムタイヤブランド。欧州で開催されるニュルブルクリンク24時間レースに参戦するレース用としても同ブランドが使用されている。日本では2023年2月に「PROXES Sport 2」が市場投入され、同年3月には「PROXES Comfort Ⅱs」が発売された。
OBSERVE（オブザーブ）シリーズ
スタッドレスタイヤのシリーズ。SUV用スタッドレスタイヤとしてOBSERVE GSi-6をグローバルに展開。国内ではOBSERVE GIZ2が展開されている。

## 沿革
- 1945年8月 - 東洋紡績株式会社（現・東洋紡株式会社）が設立、出資していたゴム製造業2社（東洋ゴム化工株式会社、株式会社平野護謨製造所）が合併し、東洋ゴム工業株式会社（資本金950万円）を設立。
- 1961年12月 - 中央研究所（大阪府茨木市）を開設[20]。（※現・基盤技術センター、2013年12月に兵庫県川西市に移転）
- 1966年7月 - 業界に先駆け、米国での自動車タイヤ販売を促進するため「Toyo Tire (U.S.A)Corp.（現・Toyo Tire U.S.A.Corp.）」を設立。
- 1966年9月 - ピレリとラジアルタイヤについて技術提携を実施[21]。
- 1974年2月 - オーストラリア「バキュラグ社（現・TOYO TYRE AUSTRALIA PTY LTD.）」に資本参加。
- 1975年
  - 7月 - 業界初のタイヤ試験場（宮崎県児湯郡都農町）を開設。
  - 9月 - ドイツに自動車タイヤの販売会社「Toyo Reifen GmbH（のちのToyo Tire Deutschland GmbH）」を設立。
- 1979年2月 - 日東タイヤ株式会社（現・日東化工株式会社）と生産、技術、販売、管理等業務全般にわたり提携。
- 1986年4月 - 自動車部品技術センター（愛知県みよし市）を開設。
- 1996年10月 - 菱東タイヤ株式会社（日東化工のタイヤ事業を承継した企業）を吸収合併。
- 2001年
  - 2月 - アメリカ（ケンタッキー州）に自動車用防振ゴム製品の生産・販売会社「Toyo Automotive Parts (USA),Inc.」を設立。（※2023年10月末に生産終了、解散）
  - 11月 - 「TOYO TECHNICAL CENTER（現・タイヤ技術センター）」（兵庫県伊丹市）を開設。
- 2003年1月 - 三菱商事と合弁で自動車タイヤの販売会社「東洋輪胎（上海）貿易有限公司（現・通伊欧輪胎（上海）貿易有限公司）」を中国（上海）に設立。
- 2004年
  - 6月 - アメリカ（ジョージア州）に自動車タイヤの生産子会社「Toyo Tire North America,Inc.（現・Toyo Tire North America Manufacturing Inc.）」を設立。（※2005年に工場を操業）
  - 9月 - 中華人民共和国（広東省）に自動車用防振ゴム製品の生産子会社「東洋橡塑（広州）有限公司」を設立。
- 2005年7月 - イギリス（ノーザンプトン州）に自動車タイヤの販売会社「Toyo Tyre (UK) Ltd.」を設立。オランダ（ローゼンダール）に自動車タイヤの販売会社「Toyo Tire Benelux B.V.」を設立。
- 2006年11月 - イタリア（コルサルベッティ）の自動車タイヤの販売会社（現・Toyo Tire Italia S.p.A.）を子会社化。
- 2007年4月 - 日本国内の自動車タイヤ販売会社10社を統合し、「株式会社トーヨータイヤジャパン」を設立。
- 2008年
  - 1月 - アメリカ（カリフォルニア州）に北米事業のホールディングカンパニー「Toyo Tire Holdings of Americas Inc.」を設立。
  - 5月 - ブリヂストンと業務・資本提携合意。
  - 6月 - アメリカ（カリフォルニア州）に自動車タイヤの販売会社「Toyo Tire North America OE Sales LLC」を設立。
  - 10月 - ロシア（モスクワ）に自動車タイヤの販売会社「TOYO TIRE RUS LLC」を設立。
- 2010年
  - 4月 - 中華人民共和国（江蘇省）に自動車タイヤの生産子会社「東洋輪胎張家港有限公司（現・通伊欧輪胎張家港有限公司）」を設立。
  - 12月 - マレーシア（クアラルンプール）の自動車タイヤの製造・販売会社「Silverstone Berhad」を子会社化。（※2021年に工場閉鎖）
- 2011年
  - 4月 - マレーシア（ペラ州）に自動車タイヤの生産子会社「Toyo Tyre Manufacturing (Malaysia) Sdn Bhd（現・Toyo Tyre Malaysia Sdn Bhd）」を設立。（※2013年に工場を操業）
  - 6月 - 中華人民共和国（山東省）の自動車タイヤの製造・販売会社を子会社化し、社名を「東洋輪胎（諸城）有限公司（現・通伊欧輪胎（諸城）有限公司）」に変更。
  - 12月 - タイ（アユタヤ県）に自動車用防振ゴムの販売会社「Toyo Rubber Chemical Products (Thailand) Limited」を設立。
- 2013年
  - 10月 - メキシコ（グァナファト州）に自動車用防振ゴムの販売会社「TOYO AUTOMOTIVE PARTS DE MEXICO, S.A. DE C.V.」を設立。
  - 12月 - 大阪府茨木市の研究開発センターを、兵庫県川西市に移設し、名称を、現「基盤技術センター」に変更。
- 2014年5月 - ドイツ（ヴィリッヒ）に自動車タイヤの販売会社「Toyo Tire Deutschland GmbH」（のちのToyo Tire Europe (Gmbh)）を設立。
- 2017年5月 - 本社を大阪市から兵庫県伊丹市に移転。
- 2018年11月 - 三菱商事株式会社と資本業務提携契約を締結。
- 2019年
  - 1月 - TOYO TIRE株式会社に商号変更。アメリカ（ジョージア州）に「北米R&Dセンター」を開設。
  - 10月 - セルビア共和国（インジヤ）に自動車タイヤの生産子会社「Toyo Tire Serbia d.o.o. Beograd（現・Toyo Tire Serbia d.o.o.）」を設立。（※2022年に工場を操業）
  - 11月 - ドイツ（ヴィリッヒ）に「欧州R&Dセンター」を開設。
- 2022年6月 - ドイツ（ヴィリッヒ）に欧州統括会社「Toyo Tire Holdings of Europe Gmbh」（旧・Toyo Tire Europe (Gmbh)）を設立。

### 注記
2007年、当時事業を行なっていた化工品（断熱パネル）において不正に認定を受けていたことが判明した。すでに事業を撤退している。
2015年3月13日、当時、製造・販売していた建築用免震ゴムの性能検査データを偽装し、不正に製品出荷していたことが発覚し、これを発表。同日付で該当する製品の国土交通大臣認定が取り消された。2015年以降、該当する設置済みの製品改修工事を実施。
2015年10月14日、当時事業を行なっていた一般産業用防振ゴムにおいて、納入先と確約した規格値に満たない検査データを改竄して納品していたことが発覚し、これを発表。
2015年12月25日、同年11月に発足した新経営陣が一連の不正問題を総括し、再発防止策を発表。信頼回復に向けて経営基盤の改革断行を宣言した。四半期ごとに自社ホームページで取り組み内容を継続的に公開している。

## 主要事業所
- 仙台工場 - 宮城県岩沼市吹上
- 桑名工場 - 三重県員弁郡東員町
- タイヤ技術センター - 兵庫県伊丹市
- 基盤技術センター - 兵庫県川西市
- 自動車部品技術センター - 愛知県みよし市
- 兵庫事業所 - 兵庫県加古郡稲美町
- 東京事務所 - 東京都品川区東品川

## 主な国内関連会社
- 株式会社トーヨータイヤジャパン
- 福島ゴム株式会社
- 綾部トーヨーゴム株式会社

## 主な海外関連会社
- TOYO TIRE HOLDINGS OF AMERICAS INC.（アメリカ）
- TOYO TIRE HOLDINGS OF EUROPE GMBH（ドイツ）
- TOYO TIRE U.S.A. CORP.（アメリカ）
- TOYO TIRE CANADA INC.（カナダ）
- TOYO TYRE AUSTRALIA PTY LTD（オーストラリア）
- TOYO TIRE DEUTSCHLAND GMBH（ドイツ）
- TOYO TYRE (UK) LTD.（イギリス）
- TOYO TIRE BENELUX B.V.（オランダ）
- TOYO TIRE ITALIA S.p.A.（イタリア）
- TOYO TIRE RUS LLC（ロシア）
- TOYO TIRE (SHANGHAI) CO.,LTD（中国）
- TOYO TYRE SALES AND MARKETING MALAYSIA SDN BHD（マレーシア）

## 自動車タイヤ生産拠点
- 仙台工場
- 桑名工場
- TOYO TIRE NORTH AMERICA MANUFACTURING INC.（アメリカ）
- 通伊欧輪胎張家港有限公司（中国）
- 通伊欧輪胎（諸城）有限公司（中国）
- TOYO TYRE MALAYSIA SDN BHD（マレーシア）
- TOYO TIRE SERBIA D.O.O.（セルビア）

## 提供番組
2025年8月現在
- 金曜ロードショー（日本テレビ）
- 1億人の大質問!?笑ってコラえて!（日本テレビ）
- クルマでいこう!（tvk）
- おぎやはぎの愛車遍歴 NO CAR, NO LIFE! (BS日テレ)

## CM
2020年4月より、コーポレートカラーである青をイメージとして「青を灯せ」をキーフレーズにした企業CMが公開された。
2022年11月より、サッカー日本代表のスポンサーとしてのCMが放送されている。

## 不祥事
- 断熱パネルの性能偽装 - 2007年
  - 同社の断熱パネルが不正に認定を受けていたことが判明したもの。
  - 断熱パネルの性能試験を受ける際、サンプルには燃えにくい物質を混ぜていたが、実際に販売される製品にはその物質は使われていなかった。製品は、認定基準の1/3程度の性能しかない。
  - 問題の断熱パネルは1992年から販売され、学校など176の建物で使われている（当社が改修工事を行う予定）。なお、性能の偽装は歴代の担当者が把握していた。2007年10月、「ニチアス」の耐火性能の偽装が発覚した際、この時点で初めて上司に報告があり、偽装が明らかになった、とされている。
- 無許可業者への産廃処理委託 - 2010年
  - 同社仙台工場（宮城県岩沼市）が、煤塵処理の許可を受けていない業者「ピアエンジニアリング」に対し、工場から排出された煤塵の処理を委託していたとして、茨城県警から同工場ならびに同社本社が家宅捜索を受けた[27][28]。
- 免震ゴムの性能データ改竄 - 2015年
  - 2015年3月13日、国土交通省は、当社（発覚時点では子会社である東洋ゴム化工品に事業が移管されていた）が製造・販売した建築物の免震機構に用いられるゴム製部品について、不良品の出荷や性能データの偽装があったと発表。データ偽装が行われていた製品（3種類）は同日付けで大臣認定が取り消された[29]。日本国内の自治体の庁舎・マンション・病院で使用されており、棟数は55に及ぶ[30][31]。これを受けて同社は2015年6月に山本卓司社長らの引責辞任を発表した[32]。
  - 2017年3月31日に、枚方寝屋川消防組合に出荷した免震ゴム19基について不正競争防止法違反（虚偽表示）の疑いで大阪府警察から山本前社長ら18人と、子会社「東洋ゴム化工品」も含めた法人としての両社が書類送検され[33]、同年7月27日には、大阪地方検察庁特別捜査部から、同法違反罪で法人としての東洋ゴム化工品が起訴された。東洋ゴム工業と同社元役員ら8人については証拠不十分として嫌疑不十分、東洋ゴム化工品の元役員ら10人は、社内処分を受けたなどとして起訴猶予処分となった[34]。同年12月12日、枚方簡易裁判所は「個々の担当者の不正にとどまらない会社ぐるみの犯行」として、東洋ゴム化工品に罰金1千万円を言い渡した[35]。
- 防振ゴムの性能データ改竄 - 2015年
  - 2015年10月14日、当社が2005年以降に製造し、国内18社に納入した189種類、計87,804個の防振ゴムで不正が確認されたと発表。納入先に確約した規格値に満たない場合にデータを改竄して報告したり、実際に試験を行っていないのに過去の試験のデータを転記したりしていた。製造は免震ゴムと同じ子会社の東洋ゴム化工品の明石工場（兵庫県稲美町）で行われており、製品は電車や船舶などに使われる。JR東海とJR西日本は、同日に車両の一部に問題のゴムを使用していることを明らかにした[36]。
  - 上記の免震ゴム、防振ゴムと一連の不正問題が続いたことから行われた社内調査について、日本経済新聞は「社内調査ずさん。複数の取締役が不正の事実を認識しながら問題が発覚した後も情報を再度修正していたことがわかり、ずさんな調査と組織ぐるみの先送り体質が浮き彫りになった」と趣旨で、企業統治元年と位置づけられた2015年において社会的批判が強まっていることを厳しく指摘した[37]
- シートリング検査に関する不正 - 2017年
  - 2009年以降に100%子会社の東洋ゴム化工品が製造した、計129,015個のシートリングについて、納入先に提示した回数の検査を実施せず、過去の合格データを転記するという不正が確認された。